# Осмонбіка
Осмонбі́ка (тадж. Осмонбика) — село у складі Хатлонської області Таджикистану. Адміністративний центр джамоату імені Худойора Раджабова Восейського району.
Назва означає пані Осмон.
Населення — 1758 осіб (2010; 1774 в 2009).
Через село проходить автошлях Р-25 Восе-Ховалінг.